# Шевченківська сільська рада (Васильківський район, Київська область)
| Шевченківська сільська рада — орган місцевого самоврядування у Васильківському районі Київської області з адміністративним центром у с. Шевченківка. Сільській раді підпорядковані населені пункти: - с. Шевченківка (350 осіб) - с. Червоне (158 осіб) - с. Червоне Поле (50 осіб) |

## Склад ради
Рада складається з 12 депутатів та голови.

### Керівний склад ради
| ПІБ                          | Основні відомості                                                         | Дата обрання | Дата звільнення |
| ---------------------------- | ------------------------------------------------------------------------- | ------------ | --------------- |
| Дерев'янко Людмила Борисівна | Сільський голова, 1962 року народження, освіта, позапартійна              | 26.03.2006   | 31.10.2010      |
| Дерев'янко Людмила Борисівна | Сільський голова, 1962 року народження, освіта вища, член Партії регіонів | 31.10.2010   |                 |

Примітка: таблиця складена за даними джерела